# Libnotes (Laosa) charmosyne
Libnotes (Laosa) charmosyne is een tweevleugelige uit de familie steltmuggen (Limoniidae). De soort komt voor in het Palearctisch gebied.